# Искендеров, Мамед Абдул оглы
Мамед Абдул оглы Искендеров (азерб. Məmməd Əbdül oğlu İsgəndərov; 4 [17] декабря 1915, с. Эйвазлы, Елизаветпольская губерния — 28 мая 1985, Баку) — советский азербайджанский партийный и государственный деятель, председатель Совета министров Азербайджанской ССР (1959—1961), председатель Президиума Верховного Совета Азербайджанской ССР (1961—1969). Доктор геолого-минералогических наук, профессор.

## Биография
Родился 4 [17] декабря 1915 в селе Эйвазлы Елизаветпольской губернии.
В 1932—1935 гг. — учитель средней школы в Зангеланском районе Азербайджанской ССР.
В 1935—1940 гг. — студент Азербайджанского индустриального института. В 1940 году окончил институт по специальности инженер-геолог.
В 1943—1945 гг. — в тресте «Азизбековнефть»: геолог 5-го промысла, парторг ЦК ВКП(б) 6-го промысла.
В 1945—1947 гг. — заместитель секретаря Бакинского горкома партии по нефти.
В 1947—1948 гг. — первый секретарь Ленинского райкома Компартии Азербайджана г. Баку.
В 1948—1949 гг. — заместитель министра государственного контроля Азербайджанской ССР.
В 1949—1951 гг. — управляющий трестом «Орджоникидзенефть»,
в 1951—1953 гг. — трестом «Лениннефть» министерства нефтяной промышленности Азербайджанской ССР.
В 1953 году — главный инженер — заместитель начальника объединения «Азнефть».
В 1953—1954 гг. — первый секретарь Бакинского горкома партии.
В 1954—1959 гг. — секретарь ЦК Компартии Азербайджана.
В 1959—1961 гг. — Председатель Совета Министров Азербайджанской ССР.
В 1961—1969 гг. — Председатель Президиума Верховного Совета Азербайджанской ССР.
С декабря 1969 года — в Институте проблем глубинных нефтегазовых месторождений Академии наук Азербайджанской ССР: директор института, с 1971 года — заведующий лабораторией института.
Член ВКП(б) с 1943 года. Кандидат в члены ЦК КПСС в 1961—1966 гг. Член Центральной Ревизионной Комиссии КПСС в 1966—1971 гг. Депутат Верховного Совета СССР 4-7 созывов.
С апреля 1974 года персональный пенсионер союзного значения.

## Награды
Награждён тремя орденами Ленина и орденом Отечественной войны II степени.

## Комментарии
1. ↑  Ныне — в Губадлинском районе Азербайджана.